# Zoo Palast
Zoo Palast («Цоо-паласт», букв. «Дворец у зоопарка») — кинотеатр в западном центре Берлина недалеко от Берлинского зоопарка на Гарденберг-штрассе в районе Шарлоттенбург.

## История
На месте современного кинотеатра раньше находились выставочные павильоны, где в 1909 году впервые проходили Берлинские шестидневные велогонки. В 1912 году павильон был перестроен в кинозал (по проекту Артура Биберфельда). После ещё одной реконструкции на этом месте возник кинотеатр Ufa-Palast am Zoo, где проходили премьерные показы таких выдающихся шедевров немецкого кинематографа того времени, как «Метрополис» в 1927 году. Кинотеатр располагал собственным оркестром, балетной труппой и театральным органом. При национал-социалистах Альберт Шпеер подготовил проект масштабной реконструкции здания, который не был реализован.
Во Вторую мировую в 1943 году кинотеатр у зоопарка был практически полностью разрушен в результате бомбардировок союзников, и в 1955 году его руины были снесены. Современный Zoo Palast был построен в 1956—1957 годах по проекту архитекторов Пауля Швебеса, Ханса Шосбергера и Герхарда Фриче. По первоначальному плану в кинотеатре предусматривалось два кинозала на 1070 и 55 мест. В результате последующих реконструкций в 1970—1980-е годы количество кинозалов увеличилось до девяти с общим количеством мест 2758. Наиболее запоминающейся деталью внешнего облика кинотеатра был слегка выгнутый фасад, облицованный жёлтой керамической плиткой, где вывешивались нарисованные вручную крупноформатные киноплакаты. Фасад кинотеатра находится под защитой государства как памятник архитектуры. В 1957—1999 годах в кинотеатре Zoo Palast проходил конкурсный показ фильмов Берлинского кинофестиваля. В конце 2010 года Zoo Palast закрылся на капитальный ремонт и реконструкцию. Обновлённый кинотеатр на 1700 мест открылся 27 ноября 2013 года и с 2014 года вновь принимает Берлинский кинофестиваль.